# Полезная модель
Полезная модель — сходный с изобретением нематериальный объект интеллектуальных прав (техническое решение), относящийся к устройству. Для полезных моделей установлены менее строгие условия патентоспособности, сокращенные сроки и упрощенные процедуры рассмотрения заявки. Платой за эти преимущества является сокращенный срок действия патента — 10 лет (с 2014 года — без возможности продления).

## В Европе
Полезные модели охраняются в подавляющем большинстве государств романо-германской правовой семьи и в некоторых государствах континентального права (в США и Великобритании охрана полезных моделей не предусмотрена). Так же как и в России, к полезным моделям предъявляются менее строгие требования, обычно — не требуется неочевидность (изобретательский уровень, изобретательский шаг). В Венгрии, Германии и Испании к полезным моделям применяется условие относительной, а не абсолютной мировой новизны (то есть предоставляется авторская льгота по новизне). В редких случаях, помимо устройства, в качестве полезной модели может охраняться способ (Украина, Австрия, Эстония, Франция, Ирландия, Португалия). Общепринятый срок действия патента на полезную модель — 10 лет.
В отличие от России перевод международной заявки на национальную фазу в форме заявки на полезную модель в некоторых государствах не предусмотрен (например, во Франции, Ирландии, Италии, Польше, Словении). Подобные ограничения могут преодолеваться либо путём преобразования заявки на изобретение в заявку на полезную модель, либо посредством подачи выделенной заявки на полезную модель.
В большинстве государств, в том числе в России, сосуществование национального патента на изобретение и патента на полезную модель не допускается (исключением является Германия, Украина). Вместе с тем в России и ряде других стран допускается комплексная патентная защита. В таких случаях, например, само устройство может быть запатентовано в качестве изобретения, а его отдельные элементы могут быть запатентованы в качестве самостоятельных полезных моделей.

## В России

### Полезная модель и изобретение (сходство и различия)

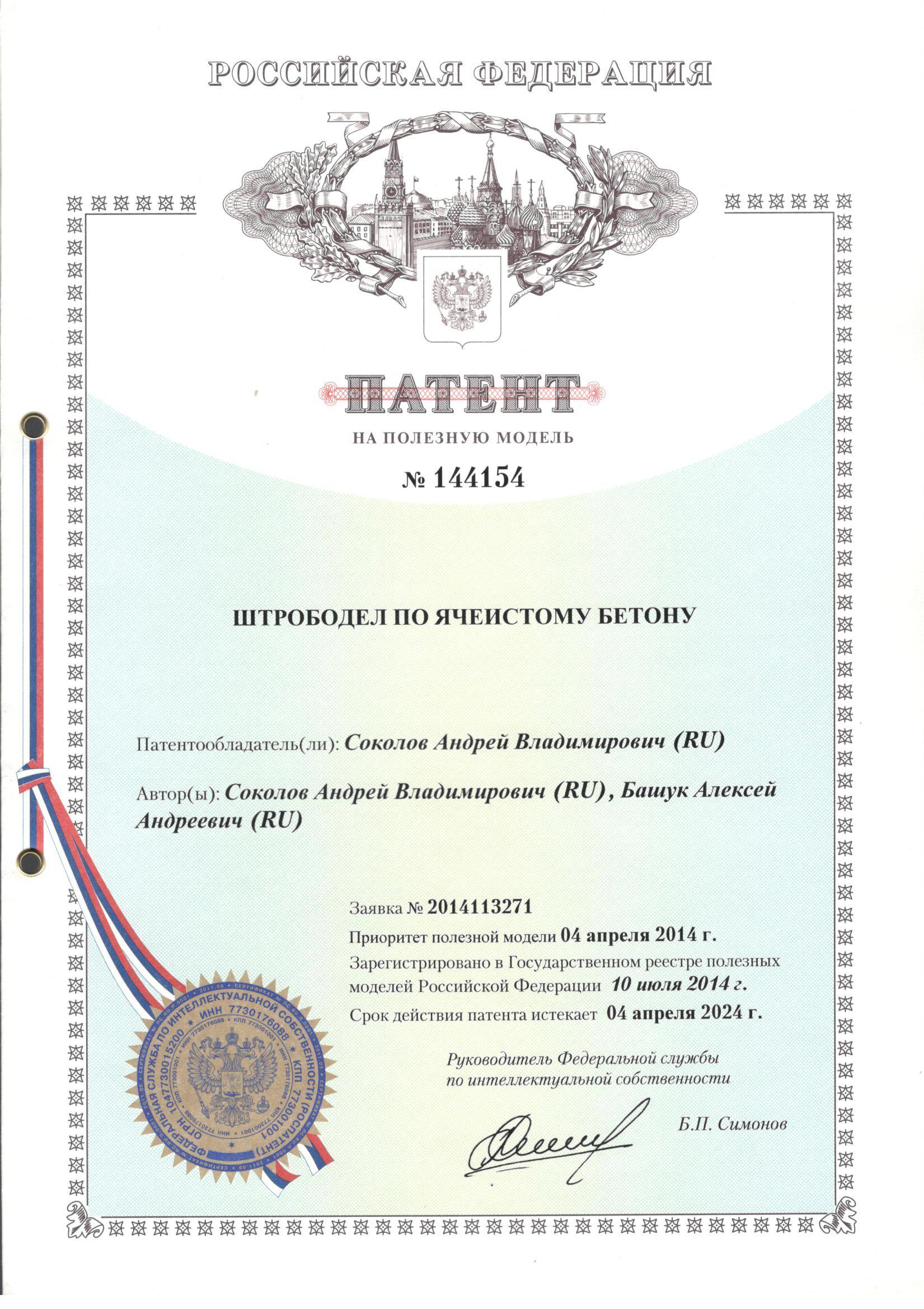
Патент на полезную модель

Объектоспособными результатами интеллектуальной деятельности, охраняемыми в качестве полезных моделей, могут быть только технические решения, относящиеся к устройствам. В отличие от изобретений, технические решения, относящиеся к способам не могут быть объектом полезной модели, также как и продукты, не попадающие под определение «устройство» (например, штаммы, вещества и системы).
Срок действия патента — 10 лет, с 2014 года — без возможности продления срока патента.
Условия патентоспособности — промышленная применимость и новизна совокупности существенных признаков (отсутствие в уровне техники сведений об идентичном техническом решении). При определении соответствия полезной модели условию патентоспособности «новизна» несущественные признаки (то есть не влияющие на технический результат) игнорируются или обобщаются до степени, позволяющей признать их существенными.
В отличие от изобретений в уровень техники не включаются сведения об открытом применении идентичного технического решения за пределами Российской Федерации, однако это не должно создавать иллюзию патентоспособности любых технических решений, не применявшихся в России, ибо, как правило, любое открытое применение сопровождается публикациями в общедоступных источниках.
В части изъятий из патентной охраны, субъектов права, способов распоряжения исключительными правами и объёма правовой охраны право на полезную модель мало отличается от права на изобретение.

### Сравнительные преимущества полезной модели
Главное преимущество полезной модели состоит в том, что при прочих равных условиях патент на полезную модель менее уязвим в связи с отсутствием требования «изобретательский уровень».
Российское патентное законодательство не позволяет получить патент на полезную модель и на изобретение в отношении одного и того же технического решения, или преобразовать патент на изобретение в патент на полезную модель в случае оспаривания, однако комбинированию Евразийского патента и российского патента на полезную модель ничто не препятствует.
Немаловажным преимуществом полезной модели являются сокращённые процедурные сроки. В среднем регистрация патента на полезную модель занимает 6 месяцев (патента на изобретение — минимум 1 год, считая с даты подачи заявки до даты публикации сведений о патенте в официальном бюллетене), а риск непредвиденного затягивания делопроизводства — существенно меньше.
Широкое распространение в России получила практика одновременной подачи заявок на идентичные изобретения и полезные модели, что позволяет сравнительно быстро получить патентную охрану, после чего по требованию экспертизы вместо патента на полезную модель может быть выдан патент на изобретение.

### Сравнительные недостатки полезной модели
Отсутствие какой-либо проверки полезных моделей на соответствие условиям патентоспособности (с октября 2014 года в России проводится проверка) приводит к злоупотреблению патентными правами, то есть к недобросовестному получению патентной охраны на технические решения, не имеющие новизны и часто уже присутствующие на рынке. Отсутствие конструктивной критики приводит и к тому, что авторы (заявители) лишаются возможности доработать своё техническое решение до публикации сведений о нём или сузить объём своих притязаний сообразно с уровнем техники, чтобы избежать патентования уже известных технических решений, либо использования охраняемых технических решений третьих лиц.